# Ningírszu (isten)

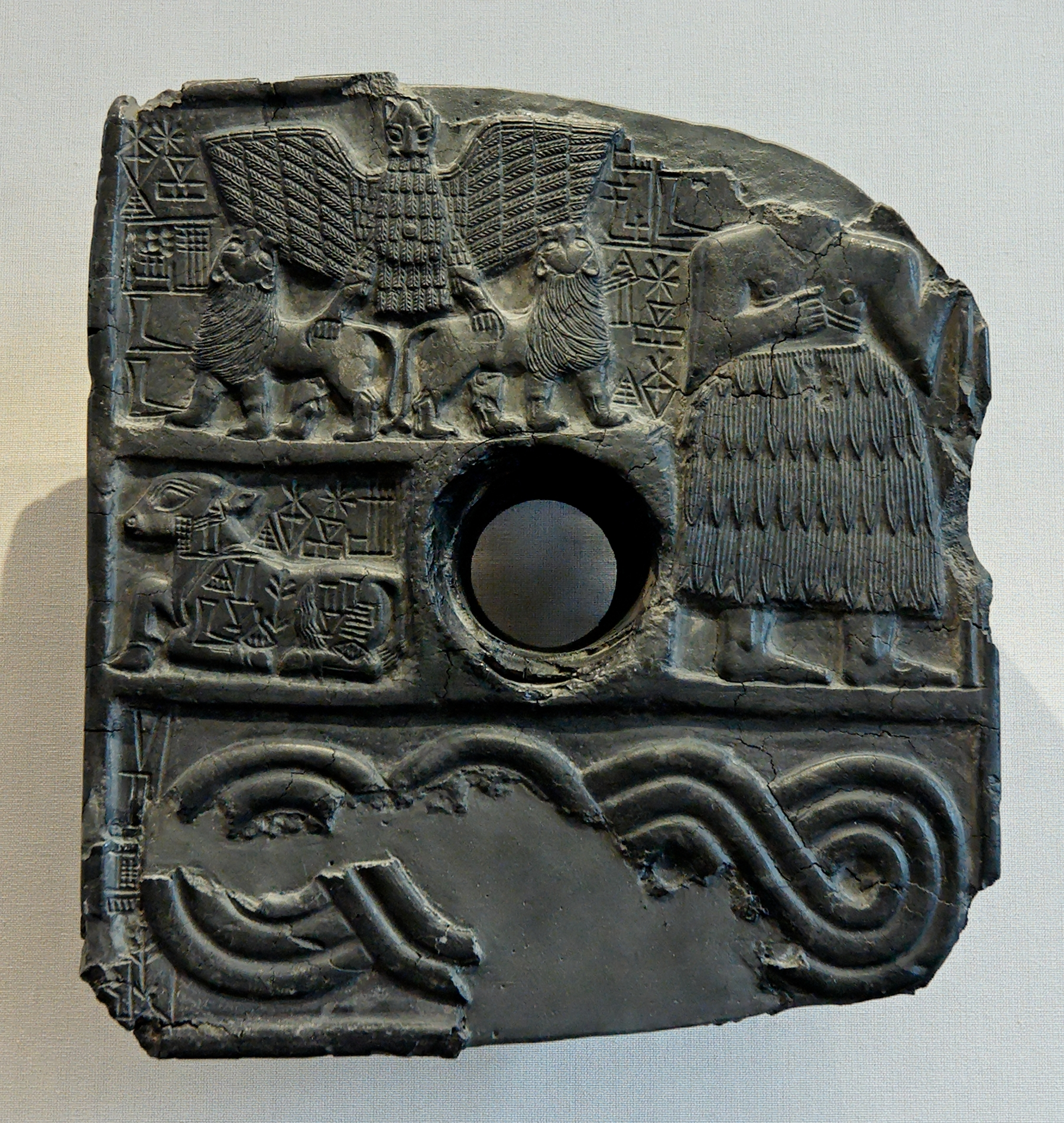
Ningírszu jelképe, az imdugud madár (relief Gírszuból)

Ningírszu (sumer 𒀭𒊩𒌆𒄊𒋢 dnin-gir2-su) sumer isten, Ningírszu település helyi főistene, egy időben Lagas városkirályság védnöke, Ninurta helyi formája. Enlil és Ninhurszag fia, testvérei többek közt Nanse, Nanna és Níszaba, felesége Baba (akkád Bau). A mezőgazdaság és az ezzel összefüggő termékenység istene, a jólét megtestesítője, e minőségében az ásó a jelképe. E funkciói a legkorábbi időkből származnak, neve a gir2-su (gírszu) szóból származik, amely „tönkölybúza” jelentésű. A hozzá kapcsolt előtaggal a név eredetileg „a tönkölybúza űrnője” jelentésű, később mégis férfi istenségként tisztelték. Valószínűleg összeolvadhatott egy férfi isten tiszteletével, akinek a vadászat és a háború volt a tevékenységi köre – talán ez már a Ninurtával azonosítás következménye, vagy fordítva, azért azonosították Ninurtával, mert a lagasi uralkodók győzelmeit Ningírszunak tulajdonították, és szükség volt a háborús jelképekre. Az azonosítás a másik irányban is működött, Lagas hanyatlása és bukása (i. e. 22. század) után Ningírszu tisztelete gyakorlatilag megszűnt, de ugyanekkor a nippuri Ninurta mezőgazdasági funkciókat is kap. Szent állata az oroszlánfejű sas, az imdugud (akkád anzu), akit a Sors-táblák ellopása után megölt. Az ehhez használt fegyvert a lagasi Ébagarában őrizték.
Tisztelete Lagasban Éannatum idején terjedt el széles körben. Ábrázolása megtalálható a keselyűsztélén is.